# National Institute of Mental Health
National Institue of Mental Health (NIMH) är en del av den federala regeringen i USA och den största forskningsorganisation i världen som specialiserar sig i psykisk sjukdom.
Det är en av de 27 organisationer i National Institutes of Health (NIH), som i sin tur en del av USA:s hälso- och socialdepartement. Det upprättades formellt 1949 och forskningen bedrivs i ett centralt campus i Bethesda i Maryland, samt i NIMH-finansierade grupper inom andra organisationer i hela USA. NIMH:s uttalade uppdrag är att minska psykisk ohälsa och beteendemässiga störningar genom biomedicinsk forskning, hjärna och beteende. NIMH är särskilt känd för studier av genetik, neurovetenskap och kliniska prövningar av psykiatrisk medicinering.